# ديفيد برين
ديفيد برين (بالإنجليزية: David Brin)‏ (و. 1950 – م) هو عالم فلك، وعالم فيزياء فلكية ، وروائي، وكاتب، وكاتب سيناريو، وكاتب خيال علمي من الولايات المتحدة الأمريكية. ولد في غلينديل، كاليفورنيا.

## التعليم
تخرج من معهد كاليفورنيا للتقنية بدرجة بكالوريوس في علم الفلك عام 1973. حصل علي درجة الماجستير في العلوم من جامعة كالفورنيا (سان دييغو) في الفيزياء التطبيقية عام 1978، ودرجة الدكتوراه في علوم الفضاء عام 1981.  كان رفيق أبحاث ما بعد الدكتوراه في هيئة فضاء كاليفورنيا لجامعة كاليفورنيا في لا جولا، سان دييغو، كاليفورنيا. 

## أعمال بارزة
من أهم أعماله :
- غطاس الشمس.
- رجل البريد.
- الأرض (رواية).

## جوائز
حصل على جوائز منها :
- جائزة نيبولا عام 1984.[15]
- جائزة هوغو لأفضل رواية عام 1984، و 1988.
- جائزة لوكس لأفضل رواية خيال علمي عام 1984، و 1986، و 1988.
- جائزة هوغو لأفضل قصة قصيرة عام 1985.
- سمي كوكب 5745 Davebrin الصغير المكتشف من اليانور إف. هيلين عام 1991 علي اسمه تكريمًا له.[16]

## وصلات خارجية
- ديفيد برين على موقع IMDb (الإنجليزية)
- ديفيد برين على موقع ميوزك برينز (الإنجليزية)
- ديفيد برين على موقع إن إن دي بي (الإنجليزية)
- ديفيد برين على موقع قاعدة بيانات الفيلم (الإنجليزية)